# Justin-Noël Kalumba
Justin-Noël Kalumba Mwana Ngongo (Roubaix, 25 dicembre 2004) è un calciatore francese, attaccante dell'Angers.

## Carriera

### Club
Cresciuto nel settore giovanile dell'Angers, debutta in prima squadra il 2 aprile 2023, in occasione dell'incontro di prima divisione francese pareggiato per 1-1 contro il Nizza.

### Nazionale
Ha giocato nella nazionale francese Under-20.

## Statistiche

### Presenze e reti nei club
Statistiche aggiornate al 17 maggio 2024.
| Stagione        | Squadra         | Campionato      | Campionato | Campionato | Coppe nazionali | Coppe nazionali | Coppe nazionali | Coppe continentali | Coppe continentali | Coppe continentali | Altre coppe | Altre coppe | Altre coppe | Totale | Totale |
| Stagione        | Squadra         | Comp            | Pres       | Reti       | Comp            | Pres            | Reti            | Comp               | Pres               | Reti               | Comp        | Pres        | Reti        | Pres   | Reti   |
| --------------- | --------------- | --------------- | ---------- | ---------- | --------------- | --------------- | --------------- | ------------------ | ------------------ | ------------------ | ----------- | ----------- | ----------- | ------ | ------ |
| 2022-2023       | Angers 2        | N2              | 7          | 0          | -               | -               | -               | -                  | -                  | -                  | -           | -           | -           | 7      | 0      |
| 2023-2024       | Angers 2        | N2              | 6          | 1          | -               | -               | -               | -                  | -                  | -                  | -           | -           | -           | 6      | 1      |
| Totale Angers 2 | Totale Angers 2 | Totale Angers 2 | 13         | 1          |                 | -               | -               |                    | -                  | -                  |             | -           | -           | 13     | 1      |
| 2022-2023       | Angers          | L1              | 7          | 0          | CF              | -               | -               | -                  | -                  | -                  | -           | -           | -           | 7      | 0      |
| 2023-2024       | Angers          | L2              | 13         | 0          | CF              | 2               | 0               | -                  | -                  | -                  | -           | -           | -           | 15     | 0      |
| Totale Angers   | Totale Angers   | Totale Angers   | 20         | 0          |                 | 2               | 0               |                    | -                  | -                  |             | -           | -           | 22     | 0      |
| Totale carriera | Totale carriera | Totale carriera | 33         | 1          |                 | 2               | 0               |                    | -                  | -                  |             | -           | -           | 35     | 1      |